# Dark Deceiver
Dark Deceiver is het vijfde album van Zero Hour, uitgebracht in 2008 door Sensory.

## Track listing
1. Power to Believe – 7:07
2. Dark Deceiver – 3:56
3. Inner Spirit – 12:19
4. Resurrection - 3:18
5. Tendonitis - 1:19
6. The Temple Within - 6:13
7. Lies – 3:20
8. The Passion Of Words – 4:32
9. Severed Angel – 2:37

## Band
- Chris Salinas - Zanger
- Jasun Tipton - Gitarist
- Troy Tipton - Bassist
- Mike Guy - Drummer